# Glädjens Herre, var en gäst
Glädjens Herre, var en gäst är en kristen bordsbön med text och musik skriven av Hans D. Stern 1950. Stern (1928–1990) var av tysk börd och uppvuxen i Västergötland. Vid sin död var han komminister i Vällingby.
1. Glädjens Herre, var en gäst
vid vårt bord idag.
Gör vår måltid till en fest
efter ditt behag.
2. För de gåvor som du ger
tackar vi dig nu.
Gud, som hör förrän vi ber,
prisad vare du!

## Publicerad i
- Den svenska psalmboken (1986) som nummer 295, under rubriken "Tillsammans i världen".
- Finlandssvenska psalmboken 1986 som nummer 530, under rubriken "Måltid".
- Norsk salmebok 2013 i norsk översättning som nummer 765.